# Цикли Кітчина
Цикли Кітчина — короткострокові економічні цикли з характерним періодом 3-4 роки, відкриті в 1920-і роки англійським економістом Джозефом Кітчином.
Сам Джозеф пояснював існування короткострокових циклів коливаннями світових запасів золота, проте у наш час таке пояснення не може вважатися задовільним. У сучасній економічної теорії механізм генерування цих циклів зазвичай зв'язують із запізнюваннями за часом (часовими лагами) в русі інформації, що впливають на ухвалення рішень комерційними фірмами.
На поліпшення кон'юнктури фірми реагують повним завантаженням потужностей, ринок наводняється товарами, через якийсь час на складах утворюються надмірні запаси товарів, після чого приймається рішення про зниження завантаження потужностей, але з певним запізнюванням, оскільки інформація про перевищення пропозиції над попитом сама зазвичай поступає з певним запізненням, крім того потрібно час на те, щоб цю інформацію перевірити; певний час вимагається і на те, щоб прийняти і затвердити саме рішення. Крім того спостерігається певне запізнення між ухваленням рішення і актуальним зменшенням завантаження потужностей (на втілення рішення в життя теж потрібно час). Нарешті, ще один часовий лаг існує між моментом початку зниження рівня завантаження виробничих потужностей і актуальним розсмоктуванням надмірних запасів товарів на складах.
На відміну від циклів Кітчина у рамках циклів Жюгляра ми спостерігаємо коливання не просто в рівні завантаження існуючих виробничих потужностей (і, відповідно, в об'ємі товарних запасів), але і коливання в об'ємах інвестицій в основний капітал.

## Ресурси Інтернету
- Циклы Китчина, циклы Жугляра, циклы Кузнеца, длинные волны Кондратьева
- Цикличность экономического развития.